# Pałac w Lubieniu (województwo dolnośląskie)
Pałac w Lubieniu – wybudowany w 1607 r. w Lubieniu.

## Położenie, historia
Pałac położony jest we wsi w Polsce, w województwie dolnośląskim, w powiecie legnickim, w gminie Legnickie Pole, nieopodal przepływającej obok rzeki Wierzbiak.
W 1521 r. w miejscu dzisiejszego dworu na wyspie istniała fortyfikacja. Znaczna przebudowa nastąpiła na początku XVII w. i w 1898 r., kiedy to założenie straciło wiele ze swych oryginalnych elementów. Kamienne gzymsy i obramienia okienne zastąpiono betonowymi odlewami i dobudowano nowe, północno – wschodnie skrzydło. Do 1945 r. Lubień znajdował się w rękach rodziny von Rothkirch und Trach.
Obiekt murowany, na polanie prostokąta, z niewielkimi przybudówkami, o układzie dwutraktowym, trzykondygnacyjny, z bogatymi sxzczytami sterczynowymi i fragmentanmi dekoracji sgraffitowej na elewacjach.
Po II wojnie światowej dwór został przeznaczony na mieszkania prywatne. Po znacznym zdewastowaniu obiektu, mieszkańców wysiedlono. Od 1989 r. znajduje się w rękach prywatnych.